# Ute Klophaus
Ute Klophaus (* 10. Februar 1940 in Wuppertal; † 6. Dezember 2010 ebenda) war eine deutsche Fotografin, die vornehmlich auf Kunstfotografien und Künstlerbiografien beziehungsweise auf die Dokumentation von Happenings und Fluxus-Kunstaktionen spezialisiert war.

## Leben
Ute Klophaus absolvierte in Wuppertal-Barmen die Lehre als Fotografin. Von 1961 bis 1962 studierte sie an der „Staatlichen Höheren Fachschule für Photographie“ in Köln. Nach dem Studium arbeitete sie freiberuflich als Sachfotografin und Bildjournalistin. Zur Fluxus-Bewegung und der innovativen deutschen Kunstszene gelangte sie 1963 durch eine Fotodokumentation des Happenings 9-Nein-Décollagen von Wolf Vostell in der Galerie Parnass von Rolf Jährling in Wuppertal, wo sie 1965 das sogenannte 24-Stunden-Happening der Künstler Joseph Beuys, Bazon Brock, Charlotte Moorman, Nam June Paik, Eckart Rahn, Tomas Schmit und Wolf Vostell fotografierte. Im Anschluss an diese Aktion erklärten die Akteure sie zur Mitautorin und Aktionsteilnehmerin. Die bekanntesten Arbeiten von Ute Klophaus entstammen zumeist den Kunstaktionen des deutschen Künstlers Joseph Beuys, den sie seit der Aktion in Wuppertal 1965 lichtbildnerisch über 20 Jahre begleitete, fotografisch dokumentierte und interpretierte, so beispielsweise die Fluxus-Aktion Titus Andronicus / Iphigenie von 1969. Ute Klophaus galt als „die Beuys-Fotografin“.
Sie fotografierte aber auch Happenings und Installationen zahlreicher anderer Künstler wie beispielsweise George Brecht, Henning Christiansen, George Maciunas, Nam June Paik, Daniel Spoerri. Im Jahr 1986 schuf sie ein Städteporträt von Košice und setzte sich 1998 mit der Geschichte Weimars auseinander.
Ute Klophaus zählt neben Bernd und Hilla Becher zu den renommiertesten Fotografen der deutschen Gegenwartskunst und gilt als Chronistin und Zeitzeugin der deutschen Nachkriegskunst. Sie wurde auch durch Sachaufnahmen, Stadtansichten und Dokumentationen deutscher Geschichte bekannt.
Nach einer langen, schweren Krankheit verstarb Ute Klophaus am 6. Dezember 2010 in einem Hospiz in Wuppertal.

## Werk und Nachlass
Klophaus bearbeitete ihre Negative und Fotografien. So zeigen ihre auf einer Seite gerissenen Abzüge Flecken und Kratzer, die Spuren der Vergänglichkeit ausdrücken sollen. Durch das „niemals Gestellte“ ihrer Fotos vermittelte sie, dass durch ihr Sehen Aktionen entstehen, wodurch die Fotos Aktionscharakter besitzen. Parallel zu ihrem fotografischen Werk entstanden Texte, die für sie eine Fortsetzung ihres fotografischen Sehens waren.
Der Nachlass der Künstlerin mit rund 15.000 Schwarz-Weiß-Abzügen und etwa 52.000 Foto-Negativen wurde von der Ernst von Siemens Kunststiftung erworben, die die Werke „als unbefristete Dauerleihgabe“ der Stiftung Moyland zur Verfügung stellte. Ende 2014 wurde mitgeteilt, dass sowohl die Fotos als auch anderes Archivgut zukünftig im Museum von Schloss Moyland sowie in der Nationalgalerie der Staatlichen Museen in Berlin aufbewahrt werden.

## Auszeichnungen und Ehrungen (Auswahl)
- 1962: Deutscher Jugendfotopreis
- 1986: Stipendium der Stiftung Kunstfonds, Bonn
- 1986: Eduard von der Heyd-Preis der Stadt Wuppertal

## Ausstellungen (Auswahl)
- 1986: Kunstverein, Bonn
- 1993: Staatliche Antikensammlung und Glyptothek, München
- 1993: Kunsthaus Zürich
- 2002: Von der Heydt-Museum, Wuppertal
- 2002: Fridericianum, Kassel
- 2004: Art 49, München
- 2004: National Gallery of Iceland, Reykjavík
- 2005: MAC, Santiago de Chile
- 2005: Malkasten, Düsseldorf
- 2006: MALBA, Coleccion Costantini, Buenos Aires
- 2006: Goethe-Institut, São Paulo
- 2006: museum kunst palast, Düsseldorf

## Schriften
- Ute Klophaus: Sein und Bleiben. Photographie zu Joseph Beuys. Bonner Kunstverein, Bonn 1986
- Ute Klophaus: Weimar. Ein Mythos. Photographien. Hatje Cantz Verlag (2001), ISBN 3-89322-980-9
- Joseph Beuys. Nueve acciones fotografiadas por Ute Klophaus, Barcelona 1985, Fundacion Caja de Pensiones 24. Okt. bis 1. Dez. 1985, ISBN 84-5052254-4
- Joseph Beuys, Peter Schata und Ute Klophaus: Abendunterhaltung. Gespräche zwischen Joseph Beuys, Journalisten und Wissenschaftlern. Achberger Verlag (1977), ISBN 3-88103-080-8